# Bloc auriculoventriculaire du deuxième degré
 (mars 2025).
 Mise en garde médicale
Le bloc auriculo-ventriculaire (AV) du deuxième degré est un dysfonctionnement apparaissant quand les signaux électriques entre les cavités supérieures et inférieures du cœur sont partiellement interrompus. Il se divise en deux types : Mobitz I et Mobitz II. Le type Mobitz I est généralement asymptomatique, tandis que le type Mobitz II peut provoquer de la fatigue, un essoufflement, des douleurs thoraciques ou des épisodes de syncope. Le Mobitz II présente un risque d’évolution vers un bloc auriculoventriculaire du troisième degré ou une mort cardiaque subite.
Le type I peut être considéré comme normal chez les jeunes adultes ou les athlètes. Cependant, il peut également résulter d’une maladie coronarienne, de la prise de certains médicaments, d’un taux élevé de potassium dans le sang, d’une cardiomyopathie, d’un rhumatisme articulaire aigu ou d’une chirurgie cardiaque récente. Parmi les médicaments pouvant être en cause, on retrouve les bêtabloquants, les inhibiteurs calciques, les antiarythmiques et la digoxine. Le type II, en revanche, est presque toujours associé à une pathologie sous-jacente.
Le diagnostic repose sur l'électrocardiogramme (ECG). Dans le type I, l’intervalle PR s’allonge progressivement à chaque battement jusqu’à ce qu’une impulsion auriculaire soit complètement bloquée, provoquant ainsi la suppression d’un battement. Dans le type II, l’intervalle PR reste constant, mais certaines impulsions auriculaires sont bloquées de manière intermittente. Si un battement sur deux est supprimé, il peut être difficile de distinguer le type I du type II. Ce trouble fait partie des blocs auriculoventriculaires.
Un traitement spécifique n’est souvent pas nécessaire pour le type I. Toutefois, les médicaments susceptibles d’aggraver la condition peuvent être réduits ou arrêtés, et une surveillance médicale est recommandée. En cas de bradycardie ou de baisse de la pression artérielle, l’atropine peut souvent être utilisée pour stabiliser le patient. Dans de rares cas, une stimulation cardiaque peut s’avérer nécessaire. Le type II, en revanche, est presque toujours pris en charge par une stimulation cardiaque. Le type I a été décrit pour la première fois en 1899 par Karel Frederik Wenckebach, tandis que le type II a été identifié en 1924 par Woldemar Mobitz,.